# Vanessa Le Reste
Vanessa Le Reste, née le 2 janvier 1978 à Concarneau, est une réalisatrice et une scripte française.
Elle est ancienne élève de La Fémis.

## Filmographie

### Scripte
Courts métrages
- 2001 : Humphrey Bogart et la Femme invisible d'Anne Benhaïem
- 2001 : Avatars de Ben Elia
- 2002 : Courtes histoires de train de François Aunay
- 2002 : Aedena de Ben Elia
- 2003 : L'Ombre des fleurs de Christèle Frémont

Longs métrages
- 2000 : Amour d'enfance d'Yves Caumon
- 2001 : L'Adolescent de Pierre Léon
- 2001 : Adieu pays de Philippe Ramos
- 2003 : Falling into the Paradise (Pad u raj) de Milos Radovic
- 2003 : Pas sur la bouche d'Alain Resnais (assistante scripte)
- 2004 : Cache-Cache d'Yves Caumon
- 2006 : Je pense à vous de Pascal Bonitzer
- 2010 : Jimmy Rivière de Teddy Lussi-Modeste

### Réalisatrice
Courts métrages
- 2005 : Seuls les draps s'en souviennent...
- 2006 : On a tous (toutes) quelque chose de Clémence Karantec !!!
- 2007 : Nuit d'hiver[2]
- 2011 : Autoportrait de la Lose ou mini-traité du combat moderne.

Longs métrages
- Ty Avaloù (en projet)

Documentaires
Queens in Finistère

### Actrice
- 2000 : Fantômes de Jean-Paul Civeyrac
- 2001 : Le Doux Amour des hommes de Jean-Paul Civeyrac
- 2011 : Autoportrait de la Lose ou mini-traité du combat moderne de Vanessa Le Reste